# أودينالا
أودينالا (بلغة الإيغبو: ọ̀dị̀nàla) كلمة تدل على الممارسات الدينية التقليدية والمعتقدات الحضارية لشعب الإيغبو في جنوب نيجيريا. تتصف الأودينالا بخصائص توحيدية واتحادية (وحدة الوجود)، إذ فيها إله واحد هو أصل كل شيء. وعلى الرغم من وجود بانثيون للأرواح، فهذه الأرواح الشائعة في الأوديناني أرواح دُنيا ليست إلا عناصر من تشينيكي (أو تشوكوو)، وهو الكائن المطلق أو الإله الأعلى. وكلمة تشينيكي كلمة مركبة من مفهوم «تشي» وهو الخالق وكلمة «نا» ومعناها «الذي»، وكلمة «إيكي» ومعناها «يخلق». فيكون المعنى العام لكلمة تشينيكي، الخالق أو الإله الذي خلق كل شيء. توارث الإيغبيون الآريون في أروتشوكوو في على نطاق واسع مفهوم التشوكوو (التشي الأعلى) في شرق أرض الإيغبو لأن أبناء الشرق كان لهم سلطة روحية على أبناء غرب الدلتا النيجيرية في القرن الثامن عشر، بسبب إجرائهم وحي الإبيني أوكبابي.
تعمل الأرواح الدنيا المعروفة باسم أغبارا أو ألوسي تحت الإله الأعلى تشنيكي وكل واحد منها جزء من تشينيكي إذ تصنَّف بحسب جنس عقلها. تمثل هذه الأرواح القوى الطبيعية، الأغبارا هي القوة الإلهية التي تتجسد بوصفها ألوسي مستقلة في البانثيون الإيغبي. في الأوديناني مفهوم عين الشمس أو عين الرب (أنيا أنوو) وهو إله شمسيّ مذكر ومؤنث يشكل جزءًا من طقوس تقديس الشمس بين الإيغبيين في نري شمال أرض الإيغبو. يتوسط الديبيا والكهنة الآخرون بين الناس والألوسي، لأنهم لا يتصلون بالإله الأعلى مباشرة. بالعرافة (آفا) تصل شرائع الألوسي ومطالبهم إلى الأحياء. تبجَّل أرواح الألوسي في أضرحة المجتمع على جوانب الطرق وفي الغابات، وتوضع أضرحة أخرى صغيرة في البيوت لتبجيل الأسلاف. يعيش الأسلاف الراحلون في عالم الأرواح ويمكن الاتصال بهم وهم هنالك. تحت أرواح الألوسي أرواح أخرى أصغر منها وأعمّ منها تسمى أروح المو، وتعرَّف تعريفًا فضفاضًا بطبائعها الخيرة أو الشريرة. هذه الأرواح الصغرى لا تقدَّس وتعتبر أحيانًا أنها هي أرواح الموتى الضائعة.
انخفض عدد معتنقي دين الإيغبو انخفاضًا حادَّا في القرن العشرين بسبب تدفق المبشرين المسيحيين تحت رعاية الحكومة الاستعمارية البريطانية في نيجيريا. في بعض الأحوال، نشأت توفيقات بين دين الإيغبو التقليدي والمسيحية، ولكن في كثير من الأحوال نسب المبشرون الشعائر الأهلية إلى الشيطنة وأشاروا إلى ممارسة الأضحية البشرية وبعض الممارسات الثقافية الأخرى التي كانت ممنوعة في الحكومة الاستعمارية. أشار المبشرون الأوائل إلى كثير من الشعائر الدينية الأهلية باسم جوجو. أشدّ ما يكون دين الإيغبو حضورًا في الحاضر هو في مهرجانات الحصاد مثل مهرجان يام (إيوا جي) وتقاليد التنكر مثل مماناوو وإكبي.
انتشرت بقايا من الشعائر الدينية الإيغبية بين أحفاد الإفريقيين والكاريبيين وفي أمريكا الشمالية في فترة التجارة بالعبيد في المحيط الأطلسي. انتقلت المعارف الإيغبية (أوبيا) إلى الكاريبي الذي كان تحت الحكم البريطاني وإلى غويانا، وعرف باسم أوبياه، ويمكن أن توجد عناصر من تقاليد التنكر الإيغبية في مهرجانات شعب غاريفونا وجونكونو في الكاريبي البريطاني وفي كارولاينا الشمالية.

## أصل المصطلح
كلمة أوديناني في لهجات الإيغبو الشمالية كلمة مركبة من الكلمات: أو دي («الواقع») + نا («في») + آني (الإله الواحد) [ويتكون من آنو (إينو) أي فوق (في السماوات) وآنا، أي تحت (في الأرض)]. من التنويعات اللهجية لهذه الكلمة: أودينالا، أودينانا، أومينالا، أومينانا، أوميناني. ترتبط كلمة أوديناني وكل تنويعاتها بثقافة شعب الإيغبو وقوانينهم العرفية. يتفق كثير من هذه القوانين والأعراف مع الدين في أمور كثيرة منها المحرمات المتعلقة بالأماكن المقدسة مثل غابة الآلهة المقدسة. لمّا كانت القوانين العرفية معترفًا بها في نيجيريا، وجد كثير من شعب الإيغبو أنفسهم يوفّقون بين معتقداتهم ومعتقدات وأديان أخرى.

## المعتقدات
يمكن بالعموم وصف معتقدات أوديناني بأنها توحيدية اتحادية فيها قوة روحانية مركزية قوية في أعلى هرم كائناتها، جاء من هذه القوة كل شيء، ولكن التنوع السياقي في نظام المعتقدات هذا قد يحوي وجهات نظر لاهوتية تأتي من مجموعة متنوعة من المعتقدات التي يعتقدها أهل هذا الدين. تشوكوو هو الإله المركزي، وهو مصنف في الكائنات المخفية (ندي ممو)، وهي فئة أنطولوجية للكائنات تحوي آلا، وهي قوة الألوهة الأرضية المؤنثة، وتشي، وهي الألوهة المشخصة، ونديتشي وهم الأسلاف، والأرواح الصغرى (ممو). أما الفئة الأنطولوجية الأخرى فهي الكائنات الظاهرة (ندي ممادو)، وتحوي الحيوانات (آنو) والنباتات (أوسيسي) والعناصر والمعادن والجمادات (أورو). تشوكوو هو خالق كل شيء ظاهر وباطن ومصدر كل الألوهات الصغرى التي تسمى أحيانًا أيضًا تشينيكي. تشوكوو لا جنس له، وقد يوصَل إليه من خلال قوى روحانية متنوعة معظمها من الألوسي الذين هم تجليات للإله الأعلى، ولا تقدم أي قرابين لتشوكوو ولا تقام له أضرحة ولا تنصب له مذابح. إذا اقترنت ألوسي (أو أروشي) بفرد، تصبح تشي، أي إلهًا حارسًا شخصيًّا. تتجلى التشي في الأرواح (ممو) ولأن روح الإنسان مرتبطة بالأرض فإنها تختار جنسًا ونوعًا وعمرًا قبل أن تتجلى في عالم الإنسان.

### الكونيّات
يشار إلى مجتمع الكائنات الظاهرة المتفاعلة والكون باسم يوا، ويحوي كل الأشياء الحية (إيهي ندي دي ندو)، ويشمل ذلك الحيوانات والنباتات والعناصر المعدنية التي تمتلك قوة حيوية وتعتبر نظيرة للقوى الباطنة في عالم الأرواح. هذه الكائنات الحية هي خصائص جيوموروفولوجية للكون، ومن ثمّ كان لكل منها إله حارس. تقدم الرؤية الكونية لشعب الإيغبو توازمًا بين المؤنث والمذكر، مع تفوق -ربما- للتمثيل المؤنث في المعارف التقليدية عندهم. في الرؤية الكونية الإيغبية، يقسم الإله الأعلى الكون إلى أربعة أركان تناظر إيكي وأوري وآفو ونكوو، وهي أيام الأسبوع التي تعتبر أيام عيد في التقويم الإيغبي. وفي هذه الرؤية يعد الكون مركبا من المفضاءات المحدودة في بنية نصف كروية متداخلة، وتسمى الفضاءات الكلية إيلو نا آلا. في نظرية كونية إيغبية سجلها دبليو آر جي مورتون في خمسينيات القرن العشرين من شيخ في إيباغوا نايك في شمال أرض الإيغبو، يرى تشوكوو أن الشمس تسافر في العالم في النهار ثم يقطعها قطعتين حتى يستطيع القمر أن يجري في طريق عمودي، وهكذا انقسم الكون إلى أربعة أجزاء وأربعة أيام. هذه اقسمة الرباعية للأرض تجعل الرقم أربعة مقدسًا عند شعب الإيغبو. يعرف فضاء إيلو نا آلا بحدّين: إيلو إيغوي (حدّ السماء) الذي يتألف من الأجسام السماوية تحت قوى الشمس المذكرة والقمر المؤنث الرئيسة، وإيلو آلا (حدّ الأرض) ويتألف من العناصر المادية الأربعة، النار والهواء (مذكّران)، والأرض والماء (مؤنّثان).
يتكرر نمط الاثنين والأربعة في مخلوقات تشوكوو. توافق الأيام الجهات الأربعة الرئيسة وأسماؤها باللغة الإيغبية: «إيكي» أي الشرق، و«أوري» أي الغرب، و«آفو» أي الشمال، و«نكوو» أي الجنوب. يدّعي الإيغبيون في نري أن أيام العيد إنما أدخلها للإيغبيين ملكهم وسلفهم الإلهي الملك إري في القرن التاسع بعد أن لاقى الأيام بصورة آلهة. تبجَّل هذه الأرواح (الألوسي) بوصفها الآلهة الكبرى تحت تشينيكي في أجزاء من أرض الإيغبو. في مسألة التراتب، تعدّ بعض المجتمعات الإيكي رأسًا للألوسي، وتقدّم مجتمعات أخرى عليه أوري ونكوو ليكونا أول الأرواح بعد الإله الأعلى. قد يكون لأيم العيد آلهة محلية تمثل الأرواح في بعض الأماكن، وفي كثير من المدن الإيغبية الجنوبية يكون آغوو هو رئيس إيكي، وأغووغوو هو رئيس أوري، وأماديوها هو رئيس آفو وآلا رئيسة نكوو.